# Karl Weinmair
Karl Weinmair (* 1906 in München; † 4. Oktober 1944 ebenda) war ein deutscher Maler.

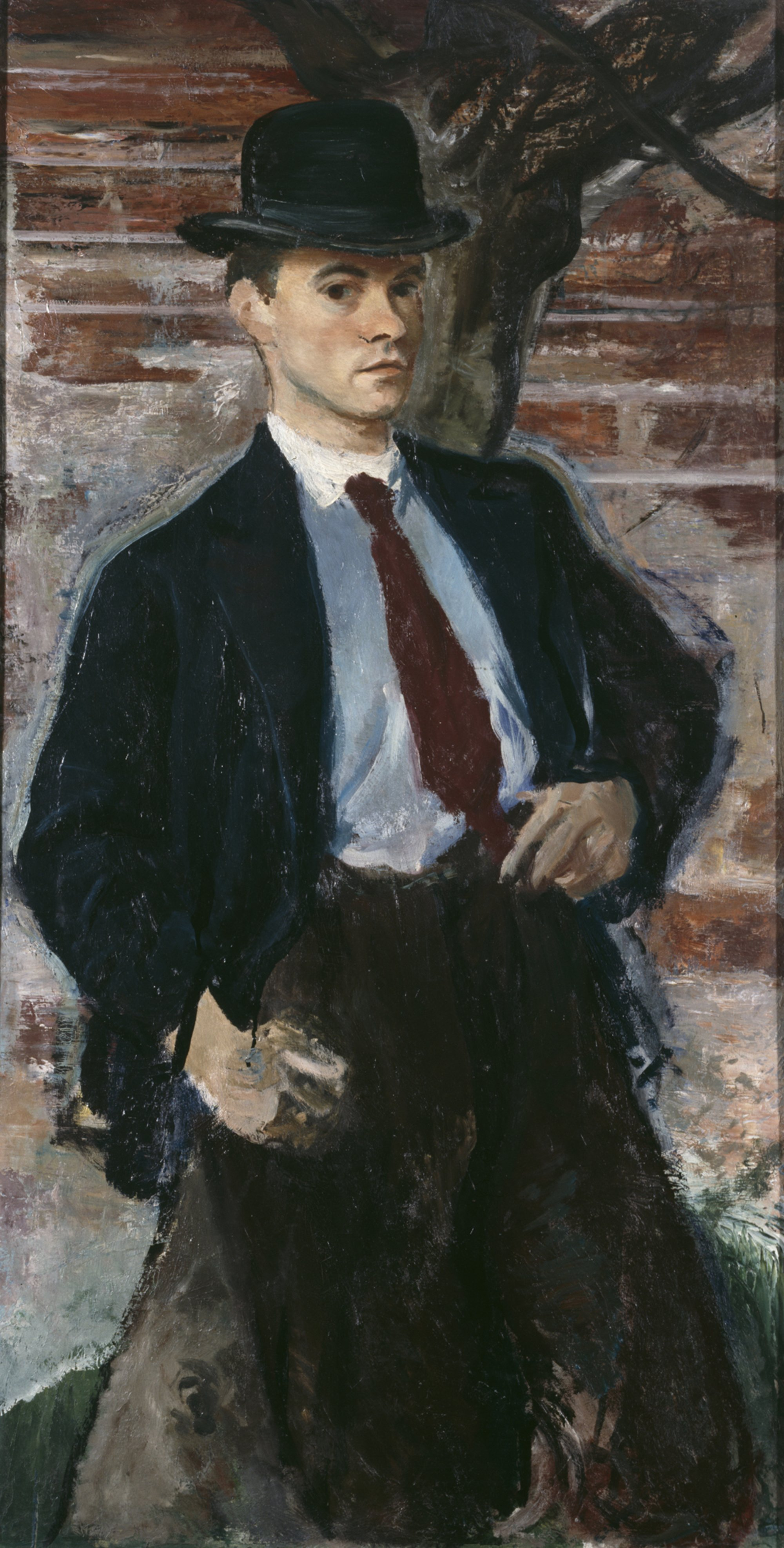
Selbstbildnis (um 1931)

Weinmair wohnte sein ganzes Leben in München. In seiner Jugend entschied er sich für den Künstlerberuf und ging insbesondere bei Olaf Gulbransson in die Lehre. Seine Werke thematisierten häufig das Münchner Kleinbürgertum. Weinmair nahm als Soldat am Zweiten Weltkrieg teil. Sein letztes Werk Skizzenbuch aus dem 1000-jährigen Reich aus dem Jahr 1944 stellt die Physiognomien von Nationalsozialisten und Wehrmachtsoffizieren dar.

## Werk
Ein Selbstbildnis von Karl Weinmair befindet sich in der Städtischen Galerie im Lenbachhaus in München.